# CHIP (Einplatinencomputer)
CHIP ist ein Einplatinencomputer der Marke „NextThingCo“. Im Mai 2015 wurde der CHIP auf der Crowdfunding-Plattform Kickstarter mit mehr als 2 Millionen Dollar erfolgreich finanziert. Auf dem CHIP läuft ein Linux-Betriebssystem. Er wurde speziell für Kinder, Eingebettete Systeme und Hacker geschaffen; und mit ihm sollen Internet-of-Things-Projekte verwirklicht werden. Dies ist durch WIFI und Bluetooth möglich. Der Mikroprozessor, ein Allwinner Tech R8, taktet mit 1 GHz; auf der Platine (außerhalb des Prozessors) stehen 512 MB an RAM zur Verfügung und auf dem Prozessorchip des R8 sind 4 GB Speicherplatz verfügbar. Der Prozessor stammt aus der ARM-Cortex-A8-Prozessorfamilie. Über einen Adapter kann der Computer auch mit einem HDMI- oder VGA-Bildschirm verbunden werden. Die Entwicklung und die Baupläne für die Hardware sowie die Software sind frei verfügbar und quelloffen (Open Source).
Der anfängliche Marktpreis des Einplatinenrechners belief sich auf neun US-Dollar. Mittlerweile befindet sich ein überarbeitetes Modell am Markt, das erheblich teurer ist als das initiale Modell (Stand: Dez. 2016).
Anfang 2018 machte der Hersteller des ehemals 9-Dollar-Computers vor allem mit Lieferschwierigkeiten, einer "seltsamen Produktstrategie" und dem Verdacht, insolvent zu sein, Schlagzeilen.
Eine virtuelle Spielkonsole für den PocketCHIP heißt Pico-8.
Nach der Auflösung von NextThingCo ist die Original-Dokumentation des Herstellers offline gegangen. Eine Community-Seite hält Informationen und Dokumentation online.